# Utilizarea rețelelor de socializare în mediul de afaceri
Companiile utilizează diverse aplicații în mediul rețelelor de socializare. Deși rețelele de socializare accesate prin intermediul calculatoarelor oferă o varietate de oportunități companiilor dintr-o gamă largă de sectoare de afaceri, rețelele sociale mobile, pe care utilizatorii le pot accesa atunci când se află „în mișcare” folosind tabletele sau telefoanele, devin avantajoase pentru companii datorită locației și importanței pe care utilizatorii o acordă propriului timp disponibil. Instrumentele pentru rețele de socializare mobile pot fi utilizate pentru cercetarea de marketing, comunicare, promoții/vouchere, instruirea informală a angajaților/dezvoltarea organizațională, dezvoltarea relațiilor/ programelor de fidelitate și comerțul electronic.
- Cercetarea de marketing: Aplicațiile mobile de socializare furnizează companiilor date despre mișcările consumatorilor în afara mediului online la un nivel de detaliu care  era accesibil anterior doar companiilor online. Aceste aplicații permit oricărei afaceri să știe ora exactă la care un client care utilizează rețelele de socializare a intrat într-una dintre locațiile sale, precum și comentariile de pe rețele sociale făcute în timpul vizitei.[1]
- Comunicare: comunicarea pe rețelele de socializare mobile ia două forme: de la companie la consumator (în care o companie poate stabili o conexiune cu un consumator pe baza locației sale și poate oferi recenzii despre locațiile din apropiere) și conținut generat de utilizatori . De exemplu, McDonald's a oferit carduri cadou de 5 dolari americani și 10 dolari americani pentru 100 de utilizatori selectați aleatoriu dintre cei care se înregistrau la unul dintre restaurantele sale. Această promoție a crescut înregistrările cu 33% (de la 2.146 la 2.865), a dus la peste 50 de articole și postări de blog și a generat câteva sute de mii de fluxuri de știri și mesaje pe Twitter. [1]
- Promoții și vouchere: deși clienții au fost nevoiți să folosească cupoane tipărite în trecut, rețelele de socializare mobile permit companiilor să personalizeze promoțiile pentru anumiți utilizatori în anumite momente. De exemplu, la lansarea serviciului său "California-Cancun", Virgin America a oferit utilizatorilor care s-au înregistrat prin Loopt la unul dintre cele trei camioane de taco desemnate din San Francisco sau Los Angeles, între orele 11:00 și 15:00, pe 31 august 2010, două taco-uri pentru 1 dolar și două zboruri către Cancun sau Cabo la prețul unuia. [1] Această promoție specială a fost disponibilă numai pentru persoanele care se aflau într-o anumită locație la un anumit moment.
- Dezvoltarea relațiilor și programele de fidelitate: pentru a crește relațiile pe termen lung cu clienții, companiile pot dezvolta programe de fidelitate care le permit clienților care se înregistrează într-o locație în mod regulat prin intermediul rețelelor sociale să beneficieze de reduceri sau avantaje. De exemplu, American Eagle Outfitters remunerează astfel de clienți cu o reducere de 10%, 15% sau 20% la achiziția totală. [1]
- Instruirea informală a angajaților/dezvoltarea organizațională este facilitată de rețelele sociale. [2] Tehnologii precum blogurile, paginile wiki, forumurile web, rețelele sociale și alte rețele de socializare acționează ca instrumente de învățare îmbunătățită prin tehnologie (TEL), iar utilizatorii acestora percep schimbări în structura organizațională, cultura și gestionarea cunoștințelor. [3] Condiția prealabilă pentru utilizarea cu succes a rețelelor sociale sunt angajații motivați care doresc să folosească noile tehnologii. Este esențial pentru companii să înțeleagă factorii care determină disponibilitatea de a utiliza rețelele sociale. [4]
- Servicii și asistență pentru clienți: o companie poate obține economii de costuri și poate crește veniturile și satisfacția clienților prin utilizarea platformelor de socializare în serviciul și asistența pentru clienți. Prin utilizarea instrumentelor de social media, companiile au contact ușor și la scară largă cu clienții și, în același timp, își măresc cunoștințele despre firmă. [5]

- Comerț electronic: site-urile de rețele sociale implementează din ce în ce mai mult strategii de marketing, creând platforme care aduc beneficii atât utilizatorilor, cât și companiilor și chiar și rețelelor înseși, în contexul creșterii popularității și accesibilității comerțului electronic sau achizițiilor online. Utilizatorul care postează comentarii despre produsul sau serviciul unei companii beneficiază de faptul că își poate împărtăși părerile cu prietenii și cunoscuții online. Compania beneficiază pentru că obține o perspectivă (pozitivă sau negativă) despre modul în care produsul sau serviciul lor este văzut de consumatori. Aplicațiile mobile de social media precum Amazon.com și Pinterest au început să exercite o tendință ascendentă asupra popularității și accesibilității comerțului electronic. [6] [ am nevoie de o ofertă pentru a verifica ]

Întreprinderile de comerț electronic se pot referi la rețelele sociale ca media generată de consumatori (CGM). O caracteristică comună prezentă în toate definițiile rețelelor de socializare este reprezentată de combinarea tehnologiei cu interacțiunea socială, cu scopul de a co-creare valoarea pentru afacerea sau organizația care folosește această rețea. Oamenii obțin informații valoroase, educație, știri și alte date din suportul electronic și presa tipărită. Rețelele sociale sunt distincte de media industrială și tradițională, cum ar fi ziarele, revistele, televiziunea și filmele, deoarece sunt instrumente de marketing relativ ieftine și sunt foarte accesibile. Acestea permit oricui, inclusiv persoanelor fizice, să publice sau să acceseze informații cu ușurință. Mass-media industrială necesită în general resurse semnificative pentru a publica informații și, în majoritatea cazurilor, articolele trec prin multe revizuiri înainte de a fi publicate. Acest proces crește costurile și prețul de piață rezultat. Inițial, rețelele sociale erau folosite doar de persoane fizice, dar acum sunt folosite atât de întreprinderi, cât și de organizațiile non-profit, precum și în guvern și în politică.
O caracteristică împărtășită atât de media socială, cât și de cea industrială este capacitatea de a ajunge la un public mic sau mare; de exemplu, fie o postare pe blog, fie o emisiune de televiziune poate ajunge la zero oameni sau la milioane de oameni.  Unele dintre proprietățile care ajută la descrierea diferențelor dintre media socială și cea industrială sunt:
1. Calitate: în industria publicitară (tradițională) – mediată de un editor – gama tipică de calitate este substanțial mai limitată (înclinată spre partea de înaltă calitate) decât în piețele de nișă, nemediate, cum ar fi din postările de pe rețelele de socializare generate de utilizatori. Principala provocare pe care o reprezintă conținutul de pe site-urile de socializare este faptul că distribuția calității are o variație mare: de la articole de foarte înaltă calitate la conținut de calitate scăzută, uneori chiar abuziv sau inadecvat [8].
2. Acoperire: atât tehnologiile industriale, cât și cele de pe rețelele de socializare oferă amploare și sunt capabile să ajungă la un public global. Cu toate acestea, media industrială utilizează de obicei un cadru centralizat pentru organizare, producție și răspândire, în timp ce rețelele sociale sunt prin însăși natura lor mai decentralizate, mai puțin ierarhice și se disting prin mai multe puncte de producție și utilitate.
3. Frecvență: numărul de accesări pe rețelele de socializare de către utilizatori pe zi. Utilizatorii fideli ai rețelelor de socializare, cum ar fi tinerii, își verifică profilul de mai multe ori pe parcursul zilei.
4. Accesibilitate: Mijloacele de producție pentru mass-media sunt de obicei guvernamentale sau corporative (deținute privat); instrumentele de pe rețelele sociale sunt, în general, disponibile publicului fără costuri, sau la prețuri mici, ori sunt susținute de veniturile din publicitate. În timp ce mijloacele de comunicare socială sunt disponibile pentru oricine deține un calculator sau un dispozitiv mobil care are acces la Internet, cel mai sărac segment al populației nu are acces la Internet și la computer din cauza decalajului digital. Persoanele cu venituri mici pot avea mai mult acces la mass-media tradițională (TV, radio etc.), deoarece un televizor ieftin și o antenă sau radio costă mult mai puțin decât un calculator sau un dispozitiv mobil ieftin. Mai mult decât atât, în multe regiuni, proprietarii de televiziune sau radio se pot acorda gratuit la programarea în direct ; posesorii de calculatoare sau dispozitive mobile au nevoie de acces la internet pentru a accesa site-urile din mediul online.
5. Utilitate: producția media industrială necesită de obicei abilități și pregătire de specializate. De exemplu, în anii 70, pentru a înregistra o melodie pop, un cântăreț aspirant ar trebui să închirieze timp într-un studio de înregistrări profesional scump și să angajeze un inginer audio . În schimb, majoritatea activităților de social media, cum ar fi postarea unui videoclip cu sine cântând o melodie, necesită doar o reinterpretare modestă a abilităților existente (presupunând că o persoană înțelege tehnologiile Web 2.0 ); în teorie, oricine are acces la Internet poate opera mijloacele de producție a rețelelor sociale și poate posta imagini digitale, videoclipuri sau text online.
6. Promptitudinea: decalajul dintre comunicările produse de industria mass-media poate fi lung (zile, săptămâni sau chiar luni, până la momentul în care conținutul a fost revizuit de diverși editori și verificatori de fapte ) în comparație cu rețelele sociale (care pot fi capabile să fie practic instantanee). răspunsuri). Rapiditatea rețelelor sociale poate fi văzută ca un punct forte, prin faptul că le permite oamenilor obișnuiți să își comunice instantaneu opiniile și informațiile. În același timp, rapiditatea rețelelor de socializare poate fi văzută și ca o slăbiciune, deoarece lipsa de verificare a faptelor și a „gardienilor” editoriali facilitează circulația farselor și știrilor false .
7. Permanența: Media industrială, odată creată, nu poate fi modificată (de exemplu, odată ce un articol de revistă sau o carte de hârtie este tipărită și distribuită, nu pot fi făcute modificări aceluiași articol în acel tiraj), în timp ce postările pe rețelele sociale pot fi modificate aproape instantaneu, atunci când utilizatorul decide să își editeze postarea sau datorită comentariilor altor cititori.

Media comunitară constituie un hibrid dintre industrie și rețelele sociale. Chiar dacă sunt deținute de comunitate, unele posturi de radio, televiziune și ziare comunitare sunt gestionate de profesioniști, iar unele de amatori. Ei folosesc atât cadre de lucru pentru media, cât și industriale. Rețelele de socializare au fost, de asemenea, recunoscute și pentru modul în care profesioniștii în relațiile publice și-au schimbat modul de desfășurare al activității . Au pus la dispoziție un spațiu deschis, unde oamenii sunt liberi să facă schimb de idei despre companii, mărci și produse. Doc Searls și David Wagner afirmă că „... cei mai buni dintre oamenii din PR nu sunt deloc tipuri de PR. Ei înțeleg că nu există cenzori, ei sunt cei mai buni interlocutori ai companiei” . Rețelele sociale oferă un mediu în care utilizatorii și profesioniștii în PR pot conversa și în care profesioniștii în PR își pot promova marca și își pot îmbunătăți imaginea companiei, ascultând și răspunzând la ceea ce are publicul de spus despre produsul lor.

## Impactul Internetului asupra mediului afacerilor
Creșterea utilizării internetului a avut un impact semnificativ asupra structurilor competitive ale economiei Statelor Unite, afectând diferit afacerile mici și mari. Studiile indică faptul că beneficiile principale ale accesului la internet pentru afacerile mici sunt efectele directe și indirecte ale rețelei, costurile de căutare mai mici și dispersarea prețurilor. Principalele dezavantaje sunt interacțiunea limitată cu consumatorii și creșterea cheltuielilor.
Există mai multe motive pentru a încuraja mai multă concurență prin intermediul afacerilor mici. În general, afacerile mici permit mai multe beneficii consumatorilor, ceea ce poate duce la distribuții mai egale ale veniturilor, crearea mai multor locuri de muncă și extinderea unei clase de mijloc .
Conform cercetărilor făcute de Institutul Global McKinsey, internetul a devenit forța motrică din spatele creșterii PIB-ului în economiile dezvoltate în ultimii 5 ani, reprezentând o creștere de 21% a PIB-ului . Internetul este considerat o piață cu două fețe, cu efecte indirecte și directe de rețea. Efectele directe ale rețelei sunt descrise ca fiind utilitatea unui serviciu care crește odată cu numărul de utilizatori. Cererea indirectă a rețelei pentru doi sau mai mulți utilizatori. Acestea sunt definite atunci când valoarea unui grup de clienți crește pe măsură ce un alt grup bazat pe utilizatori se alătură aplicației .
Afacerile mai mici prosperă cu efecte indirecte ale rețelei, deoarece încurajează mai mulți cumpărători și vânzători. Creșterea numărului de participanți aflați pe o parte a unei afaceri în mediul online duce la o creștere pe cealaltă parte a pieței . Efectele directe ale rețelei, pe de altă parte, sunt legate de dimensiunea bazei de utilizatori și astfel favorizează companiile mari. De exemplu, studiile făcute de autorii Haucap și Heimeshoff privind serviciile dominante realizate pe baza internetului demonstrează că, în cazul rețelelor de telecomunicații precum Skype, Facebook și LinkedIn, utilitatea pe care consumatorii o obțin este determinată de prezența altor utilizatori .
O industrie care a fost afectată de către internet este industria presei scrise. Industria de știri este în competiție cu mass-media de știri online în general. Potrivit autorilor, discuția cu Jeon și Nasr , 57% dintre cititorii de ziare apelează acum la surse digitale pentru informațiile lor de știri . Deși acest studiu afirmă că prezența internetului a avut un impact negativ asupra industriei presei scrise, el demonstrează și modul în care întreprinderile mici au subminat marile monopoluri de știri. Deoarece companiile mari își adună știri de la companiile mai mici, aceasta permite cititorilor acestor articole să navigheze la site-urile web ale acestor companii mici. Acest lucru creează mai multă interacțiune din partea consumatorilor și ambiția pentru știri de înaltă calitate pentru întreprinderile mai mici.
Costurile de căutare sunt definite ca fiind costurile asociate cu căutarea informațiilor. Este mai ușor să descoperiți și să comparați informații cu ajutorul internetului. Costurile de căutare mai mici permit consumatorilor să adune o gamă de prețuri pentru produsul specific. Acest lucru reduce dispersarea prețurilor. Internetul sprijină cheltuielile consumatorilor, oferind diferiți comercianți cu amănuntul care produc o varietate de produse și o varietate de dispersie a prețurilor. Acestea arată că costurile mai mici de căutare susțin o structură mai competitivă, deoarece este mai ușor să găsești produse unice și rare prin creșterea prezenței firmelor pe internet .
Dezavantajele întreprinderilor mici includ interacțiunea limitată între afaceri și consumator și cheltuieli foarte mari. New York Times scrie un articol despre un comerciant de produse alimentare, „Holiday Market”, care este etichetat drept o mică afacere în Detroit. Veniturile magazinelor au crescut cu 20% datorită adaugării opțiunii de cumpărături in mediul online pentru clienți. Cu toate acestea, deși profitul era în plină expansiune, au existat încă unele provocări logistice pentru ca acest mic comerciant alimentar să aibă o prezență online. O provocare au fost cheltuielile. Proprietarul descrie cât de costisitor a fost să creeze spațiu în interiorul magazinului său pentru a-și păstra comenzile online reci și proaspete. A trebuit chiar să angajeze mai mult personal pentru a face cumpărături în magazin pentru comenzile online, datorită creșterii cererilor din partea clienților online .

## Beneficii de performanță
Există șase canale prin care resursele de social media se pot transforma în capacități de performanță in afaceri: 
1. Capitalul social reprezintă măsura în care social media afectează relațiile firmelor și organizațiilor cu societatea și gradul în care utilizarea de către organizații a social media crește capacitățile corporative de performanță socială.
2. Preferințele dezvăluite reprezintă măsura în care rețelele de socializare expun gusturile clienților (de exemplu, aprecierile și urmaritorii) și măresc capacitățile financiare ale unei firme (de exemplu, prețul acțiunilor, veniturile, profitul), sau pentru organizațiile non-profit, le crește donațiile, rata de voluntariat, etc.
3. Marketingul social reprezintă măsura în care resursele de marketing social (de exemplu, conversațiile online, partajarea link-urilor, prezența online, trimiterea de mesaje text) sunt utilizate pentru a crește capacitățile financiare ale unei firme (de exemplu, vânzări, achiziția de noi clienți) sau obiectivele din sectorul voluntar al profitului.
4. Rețelele sociale corporative implică legăturile informale și conexiunile dintre personalul corporativ/organizațional si alte persoane din domeniul sau industria lor, clienți, consumatori și alte persoane din public, care se formează prin intermediul rețelelor sociale. Rețelele sociale corporative pot crește capacitățile de performanță operațională în multe moduri, deoarece pot permite personalului de vânzări să găsească noi clienți; sa ajute personalul de marketing să afle despre nevoile și cererea clienților/clienților și să ii învete pe manageri despre percepțiile publicului cu privire la strategia sau abordarea lor.
5. Influența asupra deciziilor consumatorilor. Odată cu dezvoltarea tehnologică tot mai accelerata a rețelelor sociale, aceasta a afectat decizia consumatorilor de a achizitiona produsul sau serviciul furnizat de companii. Pe de altă parte, social media a devenit un factor important în creșterea vânzărilor brandurilor, indiferent daca sunt mari sau mici, încă de la începutul revoluției internetului. Există multe cercetări care să demonstreze acest lucru, bazate pe acțiunile întreprinse de consumator în 2017. Vor exista multe rapoarte la începutul anului 2018 care sa confirme gradul în care social media a devenit eficientă în marketingul companiilor și importanța concentrării asupra lor. [19]
6. Creșteți traficul pe site. Unul dintre beneficiile rețelelor sociale consta in generarea traficului către site. Dacă contul contine conținut preluat de pe site, acesta va contribui la creșterea vizualizarilor paginii. Existența link-ului către site ajutăaudienta să afle mai multe despre brand.

Există patru instrumente sau abordări care implică experții, clienții, furnizorii și angajații în dezvoltarea de produse și servicii utilizand rețelele sociale. Companiile și alte organizații pot folosi aceste instrumente și abordări pentru a-și îmbunătăți capacitatea și performanța lor in afaceri. 
1. Gestionarea relațiilor cu clienții (CRM) este o abordare pentru administrarea interacțiunilor unei companii cu clienții actuali și potențiali viitori, care încearcă să analizeze datele despre istoricul clienților cu o companie și să îmbunătățească relațiile de afaceri cu acestia, concentrându-se în mod special pe reyentia clienților și, în cele din urmă, pe stimularea creșterii vânzărilor. . Un aspect important al abordării CRM îl reprezintă sistemele CRM care compilează date dintr-o gama de canale de comunicare diferite, inclusiv site-ul web al companiei, telefonul, e-mailul, chat-ul live, materialele de marketing și rețelele sociale. Prin abordarea CRM și prin sistemele utilizate pentru facilitarea acesteia, companiile învață mai multe despre publicul țintă și despre cum să răspundă cel mai bine nevoilor acestora. Cu toate acestea, adoptarea abordării CRM poate duce, ocazional, la favoritism în rândul unei audiente de consumatori, generand nemulțumiri în rândul clienților și anulând scopul CRM.
2. Inovația este definită de Michael Szycher ca o „nouă idee, dispozitiv sau metodă” sau utilizarea unor soluții mai bune care sa se adapteze noilor nevoi sau sa rezolve noi probleme. [21] Pentru a realiza acest lucru, piețele, guvernele și societatea au nevoie de produse, procese, servicii, tehnologii și modele de afaceri mai eficiente. [21] Inovația reprezinta ceva original care apare prin procesul de inginerie și este capabila să pătrundă pe piață și este similara cu invenția. [21] În economia industrială, inovațiile lucrează pentru a satisface o cerere crescuta din partea consumatorilor. [21]
3. Instruirea în tehnici, tactici și reguli nescrise ale rețelelor sociale poate să nu fie necesară pentru „parseltongues”, cum ar fi angajatii care sunt deja confortabili și experimentati în utilizarea rețelelor sociale. Cu toate acestea, pentru angajatii care nu sunt familiarizați cu rețelele sociale, ar putea fi necesară o instruire formală sau informală. Managementul și implicarea mărcii sunt realizate diferit pe platformele de social media fata de formatele tradiționale de publicitate, cum ar fi reclamele TV și radio. Ca exemplu, in cazul reclamelor tradiționale, clienții nu pot răspunde la anunț. Cu toate acestea, dacă o organizație face o gafă majoră sau emite o declarație incorectă din punct de vedere politic pe rețelele sociale, clienții și alți cetățeni obișnuiți pot posta imediat comentarii despre reclama.
4. Gestionarea cunoștințelor ar putea avea loc în afacerile mici tradiționale (cum ar fi cafenelele și gelateriile ) doar prin utilizarea memoriei proprietarului cu privire la clienții săi cheie, preferințele acestora și așteptările lor legate de serviciile pentru clienți. Cu toate acestea, odată cu trecerea la afacerile de comerț electronic naționale sau chiar multinaționale care operează online, companiile generează mult mai multe date despre tranzacții pentru o singură persoană sau chiar o echipă, pe care să le gestioneze doar în memoria lor. Astfel, firmele globale de comerț electronic din era 2010 utilizeaza in mod tipic o gamă largă de instrumente digitale pentru a urmări, monitoriza și analiza fluxurile uriașe de date pe care afacerile lor le generează, proces cunoscut sub numele de „data mining”.

## Monitorizarea, urmarirea si analiza consumatorilor
Companiile folosesc din ce în ce mai mult instrumente de monitorizare a rețelelor de socializare pentru a monitoriza, urmări și analiza conversațiile online de pe Web despre marca sau produsele lor sau despre subiecte de interes. Acest lucru poate fi util în managementul relațiilor publice și în urmărirea campaniilor de publicitate, permițând companiilor să măsoare rentabilitatea investiției pentru cheltuielile publicitare în rețelele sociale, auditarea concurenților și pentru implicarea publicului. Instrumentele variază de la aplicații de bază gratuite până la instrumente mai aprofundate bazate pe abonament.
Urmărirea rețelelor sociale permite, de asemenea, companiilor să răspundă rapid la postările online care le critică produsul sau serviciul. Răspunzând rapid la postările online critice și ajutând utilizatorul să rezolve preocupările, acest lucru ajută compania să diminueze efectele negative pe care plângerile online le pot avea asupra vânzărilor de produse sau servicii ale companiei. În SUA, de exemplu, dacă un client critică standardele de curățenie sau de servicii ale unui mare lanț hotelier pe un site de social media, un reprezentant al companiei va fi de obicei avertizat imediat cu privire la această postare critică, astfel încât reprezentantul companiei să poată intra online și să-și exprime îngrijorarea pentru serviciul de calitate inferioară și să ofere persoanei reclamante un cupon sau o reducere la următoarea achiziție, plus o promisiune de a transmite greșelile managerului hotelului, astfel încât problema să nu se repete. Acest răspuns rapid ajută să arate cât de important este un client pentru  o companie.
„Cadrul de tip fagure” definește modul în care serviciile de social media se concentrează pe unele sau pe toate cele șapte blocuri funcționale.  Aceste blocuri ajută la explicarea nevoilor de implicare ale publicului din rețelele sociale. De exemplu, se crede că utilizatorilor LinkedIn le pasă mai ales de identitate, reputație și relații, în timp ce caracteristicile principale ale YouTube sunt partajarea, conversațiile, grupurile și reputația. Multe companii își construiesc propriile „containere” sociale care încearcă să strângă cele șapte blocuri funcționale din jurul mărcilor lor. Acestea sunt comunități private care interacționează cu oamenii în jurul unor teme mai restrânse, cum ar fi în jurul unui anumit brand, vocație sau hobby, mai degrabă decât containere de rețele sociale, cum ar fi Google+, Facebook și Twitter. Departamentele de Relații Publice se confruntă cu provocări semnificative în abordarea sentimentelor negative virale îndreptate către organizații sau indivizi pe platformele de social media (numite „sentimentită”), care pot fi o reacție la un anunț sau un eveniment.  Într-un articol din 2011,  Jan H. Kietzmann, Kristopher Hermkens, Ian P. McCarthy și Bruno S. Silvestre descriu relația de tip fagure ca „prezentând un cadru care definește rețelele sociale prin utilizarea a șapte blocuri funcționale : identitatea, conversația, partajarea, prezența, relațiile, reputația și grupurile”.

## Autoritatea socială
Marketingul pe rețelele de socializare devine eficient printr-un proces numit „construirea autorității sociale”. Unul dintre conceptele de bază în rețelele sociale ce s-a format este incapacitatea de a controla complet mesajul prin intermediul rețelelor sociale, și mai degrabă se poate începe pur și simplu ca cineva să participe la „conversație” așteptându-se că va putea obține o influență semnificativă în acea conversație.  Cu toate acestea, această participare la conversație trebuie să fie executată inteligent, deoarece, deși oamenii sunt rezistenți la marketing în general, ei sunt și mai opuși la marketingul direct sau deschis prin intermediul platformelor de social media. Acest lucru poate părea contraintuitiv, dar acesta este principalul motiv pentru care construirea autorității sociale cu credibilitate este atât de importantă. În general, un agent de marketing nu se poate aștepta ca oamenii să fie receptivi la un mesaj de marketing în sine. În raportul Barometrul lui Edelman Trust   din 2008, majoritatea (58%) dintre respondenți au raportat că au cea mai mare încredere în informațiile despre companie sau despre produse provenind de la „oameni ca mine”, deduse că sunt informații de la cineva în care aveau încredere. În Raportul de încredere din 2010,  majoritatea a trecut la 64% preferând informațiile de la experți din industrie și cadre universitare. Potrivit lui Brent Leary de la Inc. Technology, „Această pierdere a încrederii și întoarcerea precisă către experți și autorități, pare să coincidă cu creșterea rețelelor și rețelelor sociale”.  

## Cercetare de piata
Rețelele de socializare au avut un impact semnificativ asupra afacerilor în ceea ce privește cercetarea de piață . Ca urmare a schimbărilor în obiceiurile de comunicare a consumatorilor, din cauza creșterii utilizării platformelor de social media, metodele tradiționale de cercetare au devenit mai puțin eficiente. Serviciile stabilite de mult, cum ar fi conversațiile telefonice și prin e-mail, utilizate de companii, au început să scadă în ceea ce privește calitatea și capacitatea de a ajunge la clienți atunci când încearcă să obțină opinii și perspective. Totuși, acest lucru a avut multe implicații pozitive. Au fost create metode noi și inovatoare de cercetare a pieței în înlocuire, care se potrivesc mai bine preferințelor consumatorului modern. 
Metodele de cercetare de piață mai învechite, cum ar fi focus-grupurile și sondajele, au dezavantajul de a fi foarte consumatoare de timp și costisitoare. Cu toate acestea, rețelele sociale oferă o nouă metodă accesibilă, care are costuri limitate atunci când încearcă să comunice și să obțină opiniile unei piețe țintă.  Atunci când fac o potențială achiziție, clienții vor apela adesea la rețelele sociale pentru mai multe informații și sfaturi de la mărci și alți clienți. Prin urmare, acest lucru face ca rețelele sociale să fie esențiale pentru mulți oameni atunci când iau decizii. Facebook și Twitter oferă clienților posibilitatea de a interacționa și de a afla mai multe informații despre produse și servicii, oferind simultan materiale de cercetare de piață.  Aceste interacțiuni creează relații de durată între consumatori și mărci. Din această comunicare, punctele de vedere și interogările pot fi folosite pentru a înțelege mai bine piața țintă. Utilizarea rețelelor sociale ca instrument atunci când se efectuează cercetări de piață ajută la crearea strategiilor de cercetare care pot aduce rezultate eficiente și puternice pentru a îmbunătăți operațiunile de afaceri. 